# Dörrstängare

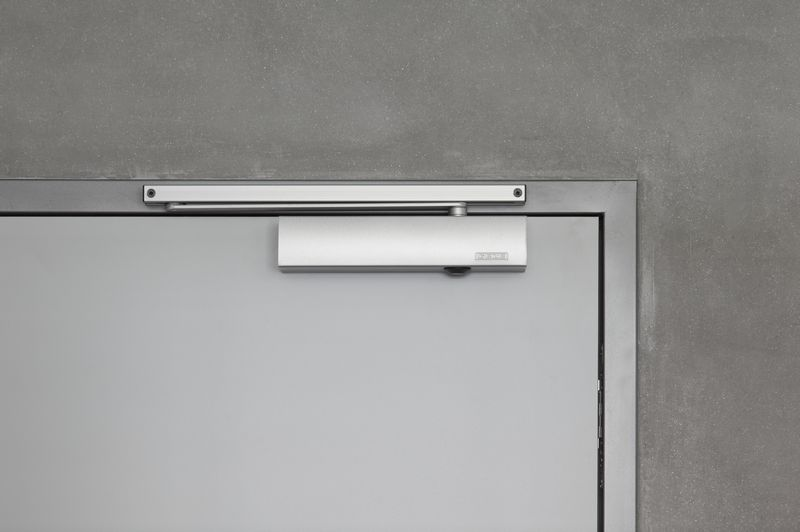
En dörrstängare av normal typ

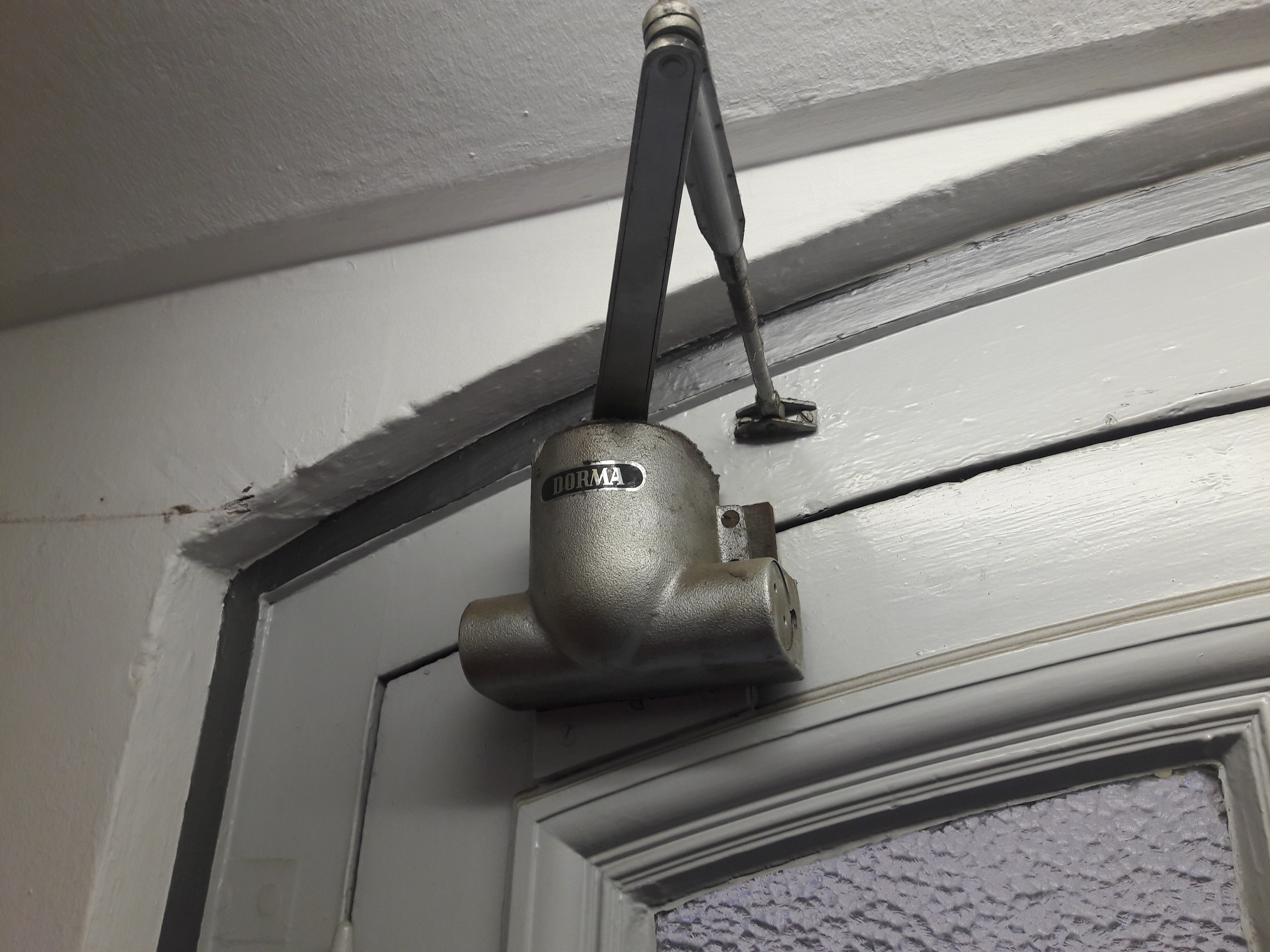
En dörrstängare av äldre modell. Dessa kan fortfarande vara vanliga i äldre byggnader

Dörrstängare är en anordning som stänger en dörr. Det finns ytmonterade dörrstängare, dolda dörrstängare, dörrhållare, golvstängare, dörrstängare för specialdörrar och elektromekanisk dörrautomatik . Vanligast är dock att dörrstängaren sitter längst uppe på dörren. Den är en hydrauliskt fjädrande anordning. Utifrån den finns en arm som är delad på mitten med en led. När dörren öppnas åker armen ut och sträcks ut. När dörren sedan släpps fjädrar hydrauliken och den drar in armen igen som viker sig igen och på detta sätt stängs dörren. Dörrstängare skall sitta på alla branddörrar då de skall gå igen om det skulle förekomma en brand. Man kan justera näst intill alla dörrstängare för att reglera snabbheten (swing), öppningsbroms (back check) och tillslaget (latching speed).